# C. Rajagopalachari

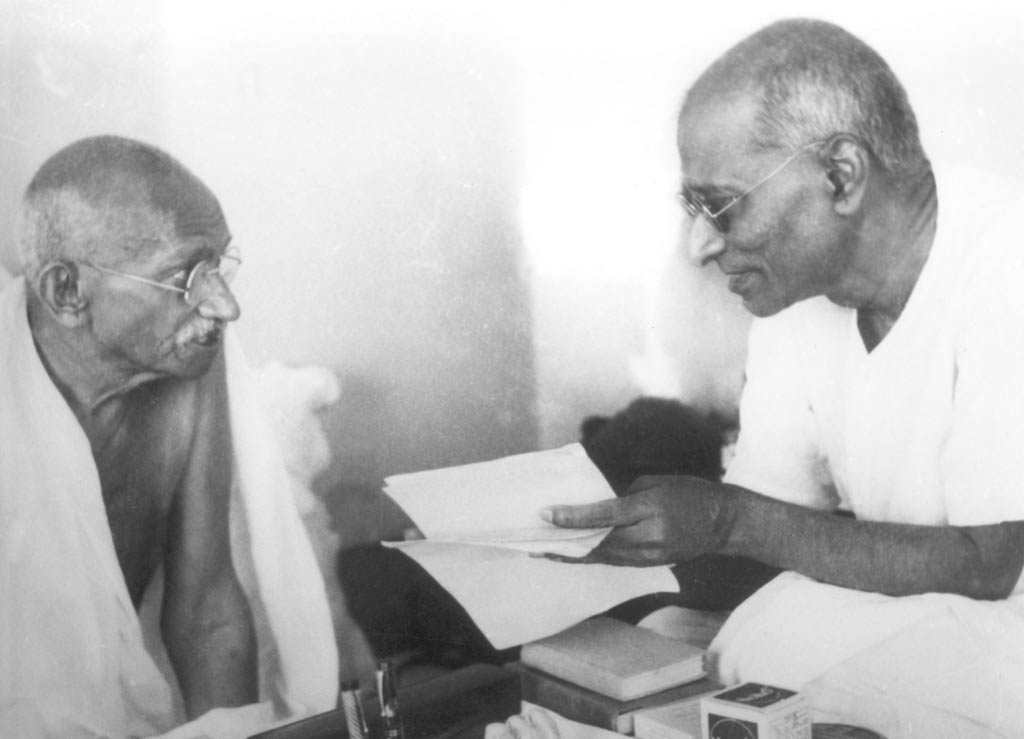
C. Rajagopalachari (rechts) mit Mohandas K. Gandhi

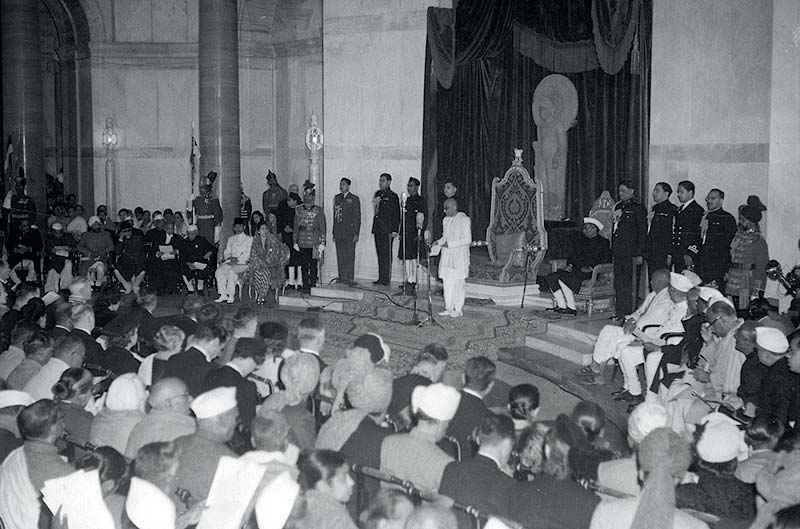
Rajagopalachari als letzter amtierender Generalgouverneur von Indien bei der Proklamation der Republik Indien am 26. Januar 1950

C. Rajagopalachari (Chakravarthi Rajagopalachari; Tamil சக்ரவர்தி ராஜகோபாலாச்சாரி; * 10. Dezember 1878 im Dorf Thorapalli im Distrikt Salem, Tamil Nadu; † 25. Dezember 1972 in Madras; auch genannt Rajaji, C. R. oder Salem Mango) war ein bedeutender indischer Freiheitskämpfer sowie ein Mitglied des Indischen Nationalkongresses.

## Leben und Werk
Chakravarthi Rajagopalachari wurde am 10. Dezember 1878 im Dorf Thorapalli im Distrikt Salem, Tamil Nadu geboren.
Nach der Teilung Indiens und der Unabhängigkeit Indiens von Großbritannien 1947 fungierte er bis 1950 als erster und letzter Generalgouverneur von Indien, der tatsächlich indischer Herkunft war. 1947/48 war er Gouverneur von Westbengalen. Von 1952 bis 1954 bekleidete er das Amt des Chief Ministers von Madras, heute Tamil Nadu.
Aus Enttäuschung über die Entwicklung der Kongresspartei, die unter Jawaharlal Nehru stark in eine sozialistische Richtung steuerte, gründete er im Alter von 81 Jahren 1959 gemeinsam mit N. G. Ranga und M. R. Masani die liberale Swatantra-Partei, die bis zu seinem Tod mit 94 Jahren und der darauf folgenden Auflösung 1974 zeitweise zur bedeutendsten Oppositionspartei wurde.
In seiner Heimat Chennai im indischen Bundesstaat Tamil Nadu hatte C. Rajagopalachari mit dem ihm anhaftenden Image des Brahmanen zu kämpfen und wurde daher lange von der führenden regionalen Tamilenpartei bekämpft, die zunächst die volle Unabhängigkeit, später eine stärkere regionale Vertretung forderten (vgl. E. V. Ramasamis „Selbstachtungsbewegung“).

### Schriftstellerische Betätigung
1951 veröffentlichte C. Rajahopalachari eine gekürzte Übertragung des Mahabharata in Tamil und Englisch, 1957 folgte das Ramayana. Diese Publikationen hielt er laut Vorwort für seinen größten Dienst am indischen Volk.

### Familie
C. Rajagopalachari war ein Freund und Mitarbeiter von Mohandas Gandhi, mit dem er auch verwandtschaftlich verbunden war; seine Tochter Lakshmi war mit Gandhis Sohn Devdas verheiratet.

## Auszeichnungen
1954 gehörte er zu den ersten Preisträgern des Bharat Ratna.